# Nicolai Poulsen
Nicolai Poulsen, né le 15 août 1993 à Randers au Danemark, est un footballeur danois. Il évolue au poste de milieu central à l'AGF Aarhus.

## Biographie

### En club
Né à Randers au Danemark, Nicolai Poulsen est formé par l'un des clubs de sa ville natale, le Randers FC, où il commence sa carrière professionnelle. Il joue son premier match le 28 mars 2013, lors d'une rencontre de championnat contre l'Odense BK. Il entre en jeu à la place de Lorenzo Davids et les deux équipes se neutralisent (0-0).
Il joue quatre matchs en Ligue Europa avec le Randers FC.
Le 3 juin 2019 est annoncé le transfert de Nicolai Poulsen à l'AGF Aarhus.
Poulsen marque son premier but pour l'AGF le 25 février 2022, lors d'une rencontre de championnat face au Vejle BK. Il est titularisé mais son équipe est battue par trois buts à deux.

### En sélection
Nicolai Poulsen reçoit cinq sélections en équipe du Danemark espoirs.
Il est retenu avec l'équipe du Danemark olympique pour participer aux Jeux olympiques d'été de 2016, mais doit finalement déclarer forfait, touché à la pommette.